# Meridià 145 a l'oest
El meridià 145 a l'oest de Greenwich és una línia de longitud que s'estén des del pol Nord travessant l'oceà Àrtic, Amèrica del Nord, l'oceà Pacífic, l'oceà Antàrtic, i l'Antàrtida fins al pol Sud.
El meridià 145 a l'oest forma un cercle màxim amb el meridià 35 a l'est. Com tots els altres meridians, la seva longitud correspon a una semicircumferència terrestre, uns 20.003,932 km. Al nivell de l'Equador, és a una distància del meridià de Greenwich de 16.141 km.

## De Pol a Pol
Començant en el pol Nord i dirigint-se cap al pol Sud, aquest meridià travessa:
| Coordenades                               | País, territori o mar | Notes |
| ----------------------------------------- | --------------------- | --- |
| 90° 0′ N, 145° 0′ O / 90.000°N,145.000°O  | Oceà Àrtic            | |
| 73° 4′ N, 145° 0′ O / 73.067°N,145.000°O  | Mar de Beaufort       | |
| 69° 59′ N, 145° 0′ O / 69.983°N,145.000°O | Estats Units          | Alaska |
| 60° 25′ N, 145° 0′ O / 60.417°N,145.000°O | Oceà Pacífic          | |
| 14° 25′ S, 145° 0′ O / 14.417°S,145.000°O | Polinèsia Francesa    | Atol Takaroa |
| 14° 30′ S, 145° 0′ O / 14.500°S,145.000°O | Oceà Pacífic          | Passa a l'est de l'atol Takapoto, Polinèsia Francesa (a 14° 36′ S, 145° 8′ O / 14.600°S,145.133°O) · Passa a l'est de l'atol Kauehi, Polinèsia Francesa (a 15° 55′ S, 145° 3′ O / 15.917°S,145.050°O) |
| 16° 6′ S, 145° 0′ O / 16.100°S,145.000°O  | Polinèsia Francesa    | Atol Raraka |
| 16° 9′ S, 145° 0′ O / 16.150°S,145.000°O  | Oceà Pacífic          | Passa a l'est de l'atol Faaite, Polinèsia Francesa (a 16° 44′ S, 145° 4′ O / 16.733°S,145.067°O) · Passa a l'oest de l'atol Tahanea, Polinèsia Francesa (a 16° 49′ S, 144° 58′ O / 16.817°S,144.967°O) · Passa a l'oest de l'atol Hereheretue, Polinèsia Francesa (a 19° 53′ S, 144° 59′ O / 19.883°S,144.983°O) |
| 60° 0′ S, 145° 0′ O / 60.000°S,145.000°O  | Oceà Antàrtic         | |
| 75° 27′ S, 145° 0′ O / 75.450°S,145.000°O | Antàrtida             | Territori no reclamat |